# Barbarita Nieves
Barbarita Nieves (Llanos de Apure, Provincia de Barinas, Capitanía General de Venezuela, Imperio Español 1803-Maracay, Provincia de Caracas, Venezuela, 14 de diciembre de 1847) fue la compañera sentimental del general José Antonio Páez desde 1821, año en el que este se separó de su legítima esposa Dominga Ortiz.
Ella llevaría la cultura a la vida del caudillo venezolano por sus inclinaciones artísticas, lo impulsó a aprender otros idiomas, además de dar apoyo al teatro y a la pintura. Según José Antonio Calcaño ella fue uno de los motivos por el cual Páez leyó a Lamartine, Rousseau y Cervantes. Así mismo, Antonio Arellano Moreno dijo: 

Ella hará brotar melodías al piano que le obsequia Páez, mientras él cantará el trozo de alguna ópera; de esos labios oiría la lectura de la vida de los grandes protagonistas de la historia del arte, de la política, de la literatura.

Durante más de 25 años Barbarita y Páez vivieron entre Valencia, Maracay y Caracas. La pareja tuvo dos hijas llamadas Úrsula y Juana De Dios. El diplomático británico Robert Ker Porter era asiduo visitante de La Viñeta, donde residía la familia; en su Diario habla de las reuniones que ofrecían en esta casa, llenas de música, en las que sus hijas bailaban ante los invitados. El mismo Porter la describe como una mujer "trigueña, con hermosos ojos y cabello color azabache" que también tenía un alma bondadosa. 
Tocaba el piano y cantaba con voz de soprano. Páez -como obsequio para ella-, encargó a Londres un piano de cola, que sería instalado en La Viñeta. 
La enfermedad de Barbaríta llega en un momento crítico para Páez, quien ya se hallaba distanciado de José Tadeo Monagas y se disponía a enfrentarse a él. Su muerte afectó mucho a José Antonio Páez, que se referirá al "vacío que ha dejado en mi casa su eterna ausencia", en una carta a su amigo Carlos Arvelo.